# 外部交换局

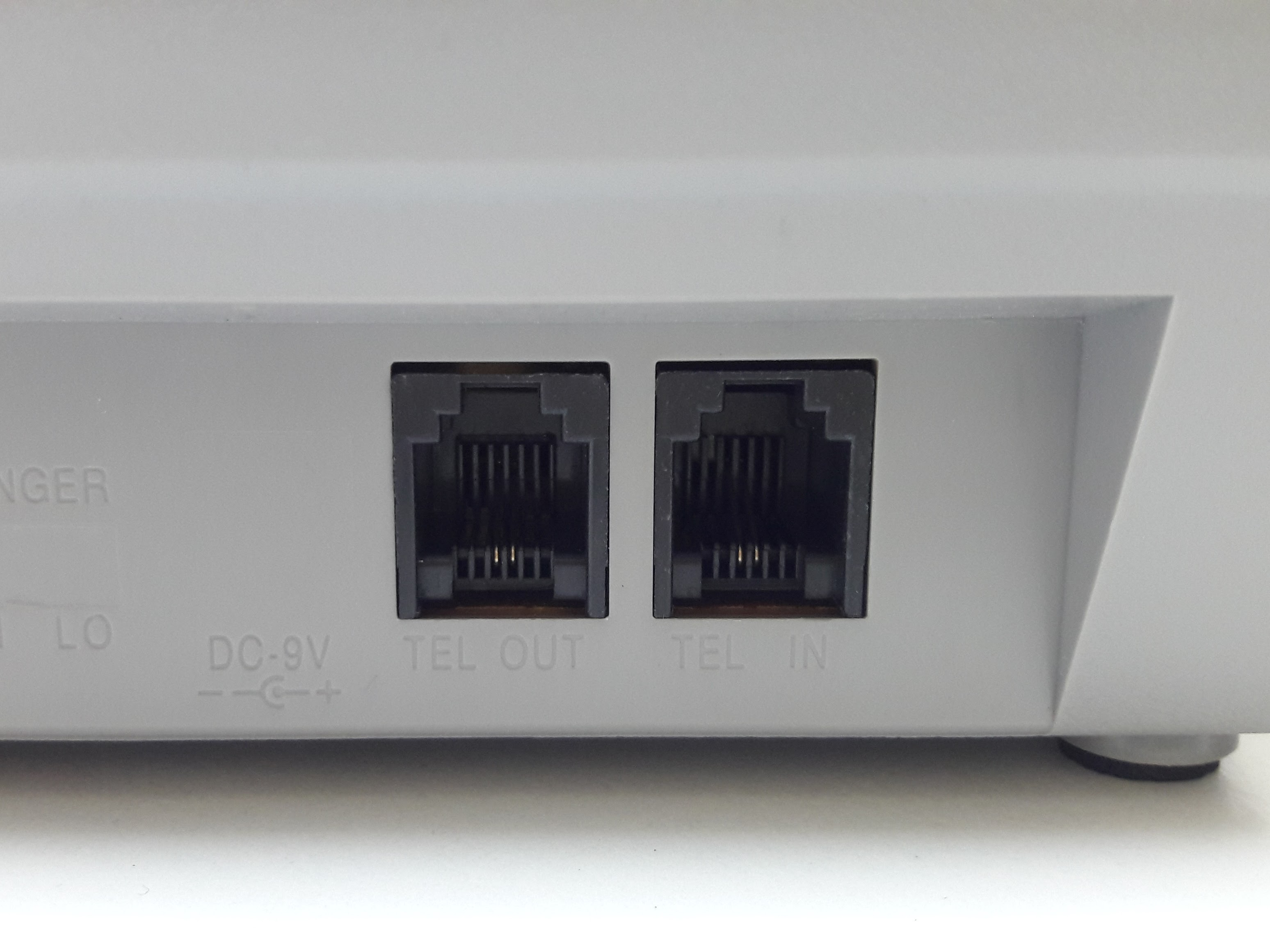
一台类比电话机的FXO连结埠位(右侧)，用途为插上电信业者之线路(使用RJ-11介面)，除此之外也可使用LINE字樣標示

外部交换局（Foreign Exchange Office, FXO）是一種電話類比分機線，可模拟PABX，進行類比訊號傳遞，包含電話鈴聲，但無法傳遞資料。
FXO 介面可以連接電腦與網路設備，並允許直接與 POTS 系統溝通。FXO有許多閘道，例如VoIP以及PSTN。
把FXO想像成電話機接電話線的孔。

## 外部連結
- Differences between FXS and FXO（页面存档备份，存于）